# Château de Farcheville
Le château de Farcheville est un château situé dans la commune française de Bouville, dans l'ancienne province du Gâtinais, aujourd'hui département de l'Essonne et la région Île-de-France, à quarante-sept kilomètres au sud de Paris.

## Localisation
| \| Localisation du château de Farcheville dans l'Essonne. · Château de Farcheville \| Localisation du château de Farcheville dans l'Essonne. |
| Localisation du château de Farcheville dans l'Essonne. · Château de Farcheville                                                              |

## Historique
Selon dom Basile Fleureau, auteur en 1683 des Antiquités de la Ville et du Duché d'Étampes, on pouvait encore lire en 1667 sur la porte du logis de Farcheville une inscription attribuant la construction d'un « château considérable » à Hugues II de Bouville (1240-1304), baron de Milly, chambellan de Philippe le Bel, en 1291.
La chapelle est citée en 1321. Il s'agit probablement de celle qui a été conservée jusqu'aujourd'hui, avec son décor dont les peintures murales et les lambris de couvrement sont ornés d'anges musiciens, et qui paraît dater du début du XIVe siècle.
En 1407, le domaine entre par héritage dans les possessions de la branche de Châtillon-sur-Loing de la maison de Coligny, illustre famille protestante qui va le conserver pendant plus de deux siècles. Il est pillé et saccagé à trois reprises pendant les guerres de Religion entre 1567 et 1576, et remis en état entre 1578 et 1604.
Farcheville entre aux XVIIe et XVIIIe siècles dans le patrimoine de riches familles de robe, les Jappin puis les Maynon. En 1637, la seigneurie est achetée par Maximilien Jappin, conseiller et secrétaire du roi. En 1741, le domaine devient la propriété de Vincent Michel Maynon, président de la quatrième chambre des enquêtes au Parlement de Paris. Sous la Révolution française, celui-ci ne put empêcher la démolition d'environ la moitié des arcs de l'enceinte et d'une partie des créneaux. À cette époque, le pont-levis avait déjà disparu et les fossés étaient dits « cultivés ».
Des travaux « sans doute importants, quoique peu documentés » sont réalisés dans la seconde moitié du XIXe siècle. Une nouvelle remise à voitures est notamment bâtie en 1858 sur des dessins de l'architecte Alphonse Adam. Une campagne de restauration de grande envergure est entreprise à partir de 1899, avec notamment la reprise de la totalité du mur d'enceinte, la construction d'au moins trente-deux créneaux et la réfection des cintres. La façade principale est entièrement rhabillée. Le chemin de ronde reposant sur des arcades date en totalité de 1900-1901. L'architecte Anjubert exécute également des dessins pour les nouvelles ferrures de la grande salle et de la chapelle.
Classé monument historique en 1948 et inscrit en 1947, d'importantes restauration ont encore lieu dans les années 1980.

## Description
Le château de Farcheville est une forteresse de plaine, et l'une des plus remarquables d'Île-de-France. Il comporte en particulier une vaste enceinte rectangulaire entourée de douves, réaménagées au XVIIe siècle, flanquée de tours aux angles et dont les mâchicoulis sont portés par de grands arcs en tiers point bandés entre les contreforts. La maçonnerie était probablement destinée à être enduite. Le parti d'ensemble est curieusement irrégulier dans un espace pourtant sans contraintes, sans véritable enjeu défensif. En plus de cela, plusieurs insuffisances laissent à penser que le résultat visuel, monumental et symbolique a primé dans la conception sur l'efficacité militaire.
Au milieu de l'un des côtés, l'entrée s'ouvre dans le donjon rectangulaire, à côté d'un pavillon datant du début du XVIIe siècle. « En l'absence de fouilles à l'intérieur de l'enceinte et compte tenu des restaurations, il n'est pas possible d'établir une chronologie fiable de la construction. »
Rien ne permet de penser que l'enceinte de la fin du XIIIe siècle n'avait pas les dimensions de celle qui subsiste. L'emploi du mâchicoulis sur arc est cependant peu fréquent en Île-de-France et les deux autres exemples connus au nord de la Loire sont plus tardifs. L'ensemble fut repris et restauré autour de 1901 afin de lui rendre un aspect plus médiéval. La tour et l'escalier à vis accolés au porche d'entrée, plus haut que le reste des bâtiments, donnent une idée de l'élévation originale, avant les destructions révolutionnaires.
À l'intérieur de l'enceinte, on trouve une salle seigneuriale, une grange aux dîmes, un fournil, une chapelle (consacrée en 1304), un logis dit « la maison du chapelain » qui datent encore en partie des XIIIe et XIVe siècles. D'autres bâtiments, des communs, un colombier, des remises et écuries, le logis sud-ouest, furent plus fortement transformés du XVIe au XIXe siècle. En 1740 le pont-levis du châtelet d'entrée fut détruit pour construire le pont fixe actuel.
Le volume était divisé jusqu'au XIXe siècle en deux espaces, le premier, à l'ouest, était la cour d'honneur, occupant les deux-tiers de l'enclos, avec le porche d'entrée, le corps de logis principal et sa salle dans l'angle nord-ouest, la chapelle, les cuisines, etc.. Le second occupait le tiers est, séparé du reste par une barre de bâtiments, il était destiné aux activités agricoles.

## Pour approfondir